# Джеймс Грънди, степ соло
„Джеймс Грънди, степ соло“ (на английски: James Grundy, Buck and Wing) е американски късометражен ням филм от 1895 година на продуцента и режисьор Уилям Кенеди Диксън с участието на Джеймс Грънди, заснет в лабораториите на Томас Едисън в Ню Джърси.

## В ролите
- Джеймс Грънди[2]